# 85D/Ботина
Комета Ботина (85D/Ботина) — короткопериодическая комета из семейства Юпитера, которая была открыта 4 января 1975 года филиппинским астрономом-любителем Лео Ботином. Он оценил яркость кометы в 12,3 m. Комета 85D стала первой кометой обнаруженной наблюдателем в Филиппинах. Впервые её увидел преподобный провинции Абра Лео Ботин, который начиная с 1949 года использовал исключительно тёмные ночи острова Лусон для наблюдения за кометами и метеорными потоками в свой 8-дюймовый телескоп. Обладает довольно коротким периодом обращения вокруг Солнца — около 6,96 года.

Орбита кометы Ботина и её положение в Солнечной системе

## История наблюдений
В январе 1973 года Ботин обнаружил свою первую предполагаемую комету магнитудой 9,5 m и сразу же отправил телеграмму со своими наблюдениями Брайану Марсдену в центральное бюро астрономических телеграмм, но вскоре она быстро потускнела. Марсден скептически относившийся к докладу, ответил, что кратковременный всплеск был возможен, но из-за низкой яркости подтвердить факт открытия не удалось. Поэтому, когда 4 января 1975 года Ботин вновь обнаружил комету, сообщение об открытии он послал лишь спусти трое суток дополнительных наблюдений (5, 6 и 7 января). До изобретения электронной почты телеграммы стоили дорого, и Ботин, не уверенный в своём открытии, отправил сообщение экспресс-почтой, продолжая наблюдения за кометой на протяжении следующей недели. Но к тому времени как спустя 10 дней письмо из отдалённой провинции Абра дошло до адресата, яркий лунный свет сделал подтверждение открытия невозможным. Несмотря на все сложности 1 февраля Ботину удалось снова найти свою комету и отправить сообщение повторно, на этот раз телеграммой. В результате подтвердить факт открытия новой кометы удалось лишь 4 февраля, спустя почти целый месяц после своего первоначального обнаружения, что в случае с кометами является своеобразным рекордом, поскольку, так как параметры кометы ещё не рассчитаны, потерять её очень легко и за более короткий срок. Первым независимым подтверждением обнаружения кометы стали наблюдения американского астронома К. Сковила из Стемфортского музея с помощью 56-см телескопа Максутова, а в течение последующих дней были получены подтверждения и из ещё нескольких обсерваторий. Комета 85D/Ботина имела очень малую яркость и её наблюдение таким маленьким телескопом стало возможным лишь благодаря исключительно тёмному небу провинции Абра. Не удивительно, что в других обсерваториях наблюдатели даже с гораздо большими телескопами с трудом могли обнаружить эту комету. В 2003 году Гэри Кронк и Брайан Марсден заметили, что объект, который наблюдал Ботин в 1973 году являлся кометой Коваля 2, которая официально была обнаружена лишь в 1979 году. Из доклада было ясно, что в 1973 году комета пережила кратковременную вспышку активности.
25 февраля Брайан опубликовал первые варианты эллиптической и параболической орбиты кометы. Оба указывали, что комета, вероятно, прошла перигелий в начале января, а эллиптическая к тому же определяла орбитальный период в 7,3 года. Проблема, с которой столкнулся Марсден, заключалась в том, что точных позиций на январь не было, поэтому лишь к марту, когда накопилось достаточно данных наблюдений, ему удалось рассчитать более точную орбиту и 13 марта опубликовать её. Согласно ей орбитальный период составлял 12,41 года (в реальности 11,8). Комета прошла точку перигелии 5 января на расстоянии 1,09 а. е. от Солнца и 17 января подошла к Земле на 1,13 а. е.
В следующий раз комета прошла перигелий 16 января 1986 года и 25 января подошла к Земле на 1,32 а. е. Первыми восстановить комету 11 октября 1985 года удалось новозеландским астрономам Алану Гилмору и Памеле Килмартин в обсерватории Маунт Джон. Комета имела яркость 12,4 m, но к января 1986 года увеличила её до 8 m. Комета наблюдалась весь январь и февраль. В последний раз комету видели 1 марта.
В 1997 году комета должна была появиться в перигелии 17 апреля, но обнаружить её так и не удалось.
30 октября 2006 года НАСА объявило, что одобрило предложение Мэрилендского университета отправить космический корабль Deep Impact на эту комету в декабре 2008 года
. Первоначальной целью аппарата была комета 9P/Темпеля, но поскольку он нёс на себе большое количество разнообразных приборов и продолжал вращаться вокруг Солнца, предполагалось отправить его к комете Ботина. С этой целью во второй половине 2007 года была произведена попытка обнаружить комету при помощи самых крупных телескопов мира. Однако обнаружить комету так и не удалось и было принято решение направить «Дип Импакт» к резервной цели — комете 103P/Хартли.
Безрезультатность столь обширных поисков позволила предположить, что комета Ботина могла разрушиться на части, которые слишком малы для того, чтобы обнаружить их визуально
. Поэтому с 9 июня 2017 года комета 85D/Ботина официально считается потерянной.

## Сближение с планетами
По крайней мере, последние два столетия орбита кометы находится в сильном орбитальном резонансе с Юпитером (1:1). Астрономы установили, что во второй половине XX века комета испытала два относительно тесных сближения с Юпитером, а также ещё несколько сближений произойдёт с Землёй и Юпитером в первой половине XXI века. Все эти сближения способны вызвать изменения в орбите кометы. На момент открытия астрономам было известно лишь об одной комете, находящейся в столь сильном резонансе с Юпитером — 56P/Слотера — Бернхама. Считается, что эти кометы могут происходить из числа троянцев Юпитера.
- 0,67 а. е. (100,5 млн км) от Юпитера 17 октября 1921 года (уменьшение перигелия с 1,18 до 1,12 а. е., уменьшение орбитального периода с 11,74 до 11,24 лет);
- 0,63 а. е. (94,5 млн км) от Юпитера 18 августа 1995 года (увеличение перигелия с 1,11 до 1,16 а. е., увеличение орбитального периода с 11,23 до 11,63 лет);
- 0,44 а. е. (66 млн км) от Юпитера 2 июня 2007 года (уменьшение перигелия с 1,16 до 1,15 а. е., уменьшение орбитального периода с 11,63 до 11,54 лет);
- 0,87 а. е. (130,5 млн км) от Земли 23 февраля 2008 года;
- 0,80 а. е. (120 млн км) от Юпитера 25 февраля 2019 года (уменьшение перигелия с 1,15 до 1,13 а. е., уменьшение орбитального периода с 11,54 до 11,30 лет);
- 0,54 а. е. (81 млн км) от Земли 12 декабря 2031 года.